# Le Roi et l'Oiseau
Le Roi et l'Oiseau (literalment en català "El rei i l'ocell") és una pel·lícula francesa de dibuixos animats dirigida per Paul Grimault el 1980. El guió és de Jacques Prévert, i està basat en el conte de Andersen La pastora i l'escura xemeneies (Hyrdinden og Skorsteensfeieren), publicat el 1845. La lletra de les cançons es de Prévert; la música, de Joseph Kosma. Va rebre el premi Louis-Delluc el 1979; i el DVD de la versió restaurada de la pel·lícula, el premi especial del Jurat en l'edició del 2004 del Festival de Canes.

## Argument
El rei Carles V + III = VIII + VIII = XVI (cinc i tres fan vuit i vuit fan setze) és el dictador del regne de Taquicardia. Vol casar-se amb una pastora, però ella té un promès que és un escura-xemeneies. Els enamorats aconsegueixen escapar-se amb l'ajuda de l'Ocell.